# Елайосом

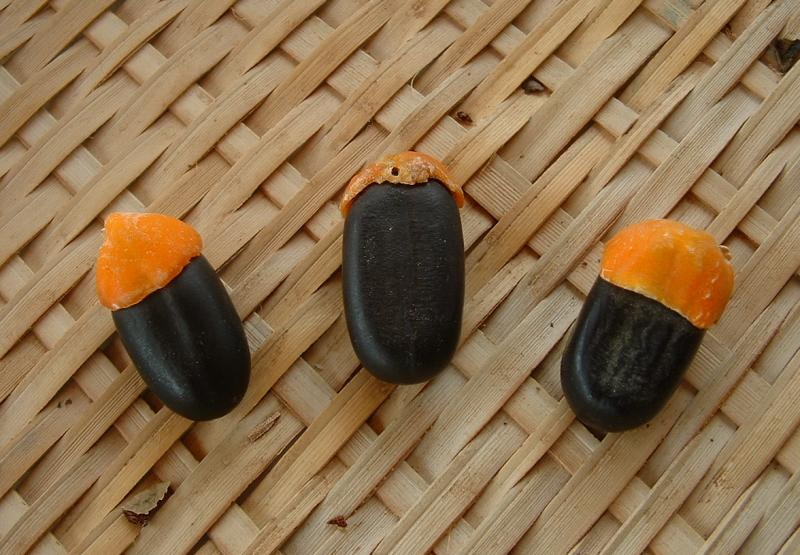
Елайосом Afzelia_africana

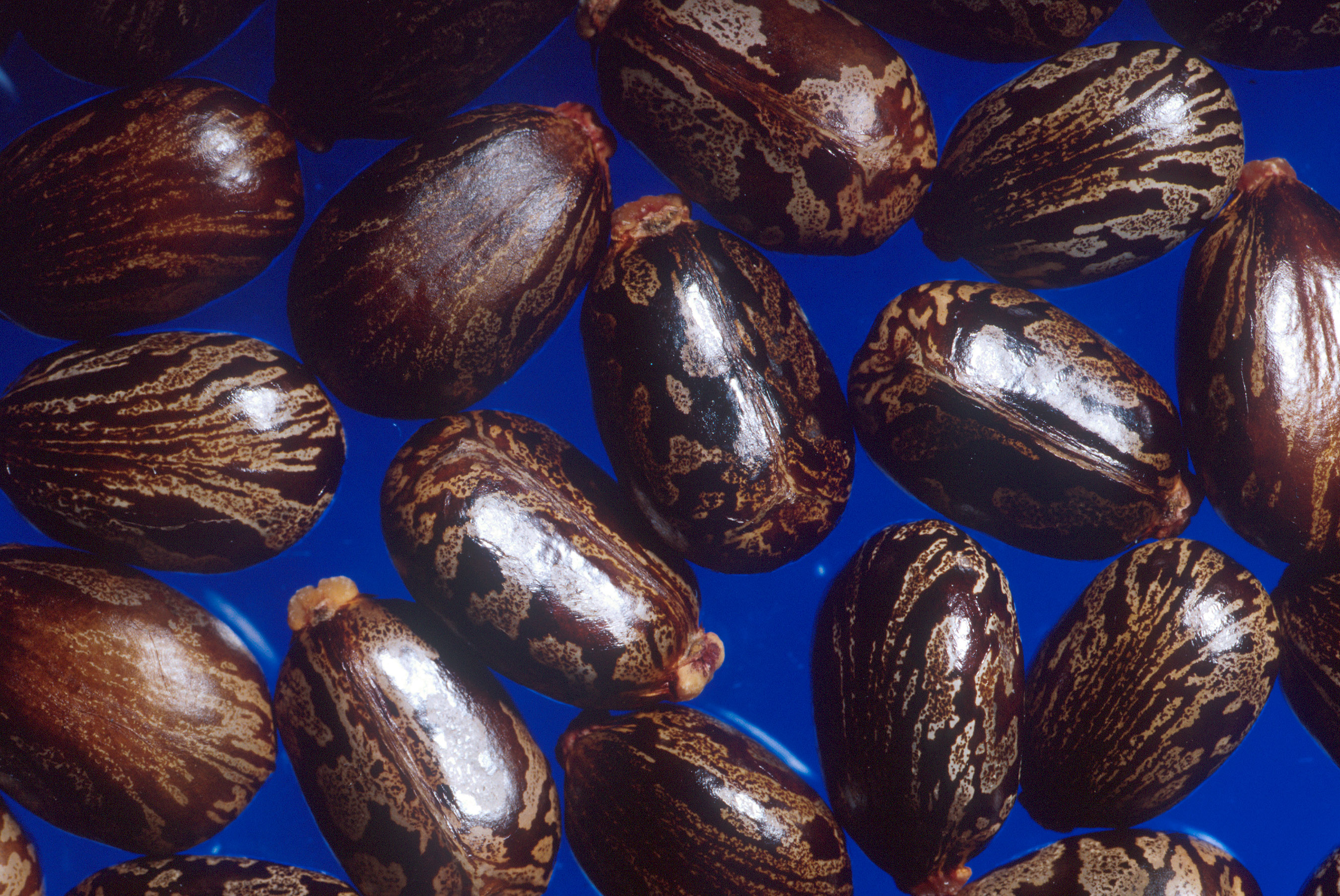
Елайосом Ricinus communis

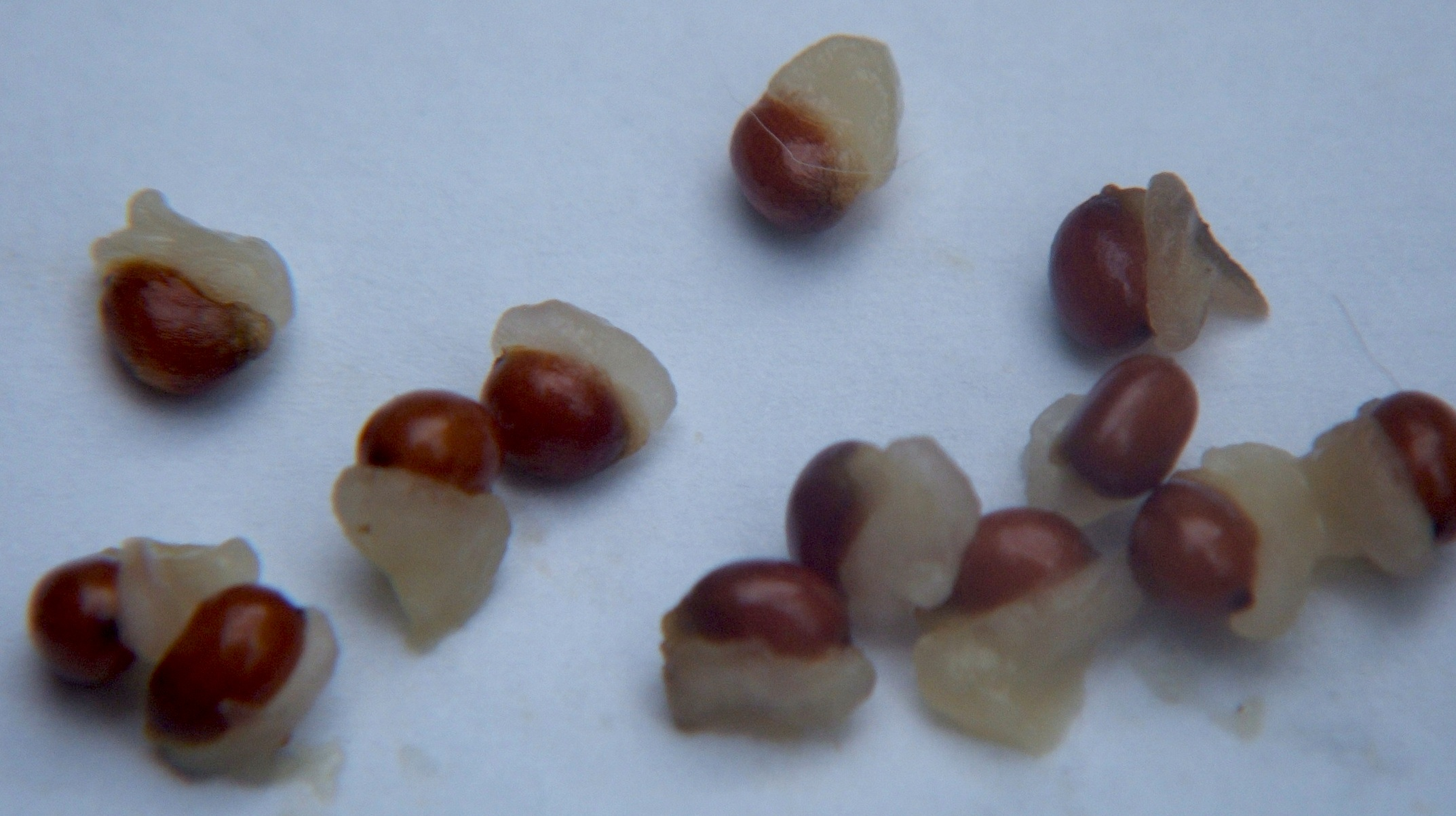
Елайосом Trillium recurvatum

Елайосом (дав.-гр. έλαιον — «олія» та σωμα — «тіло»), мюллерові тільця — вирости на насінні, що містять велику кількість поживних речовин. Вони приваблюють мурах, що приносять насіння в гнізда, відгризають у них елайосоми і потім викидають насіння з мурашника. Таким чином відбувається мірмекохорний спосіб розповсюдження плодів та насіння. Насіння, що знаходиться у мурашнику, захищене від пожеж, що часто відбуваються в посушливому кліматі.
Більшість видів, що розповсюджуються у мірмекохорний спосіб, поширені в Голоарктиці. Зустрічається у багатьох рослин (з родів Carex, Asarum, Allium, Melampyrum, Petalostigma).

## Цікаві факти
Дерево Petalostigma pubescens розвинуло складний трьох-рівневий спосіб розповсюдження, що включає мірмекохорний.